# Stadtsteinach

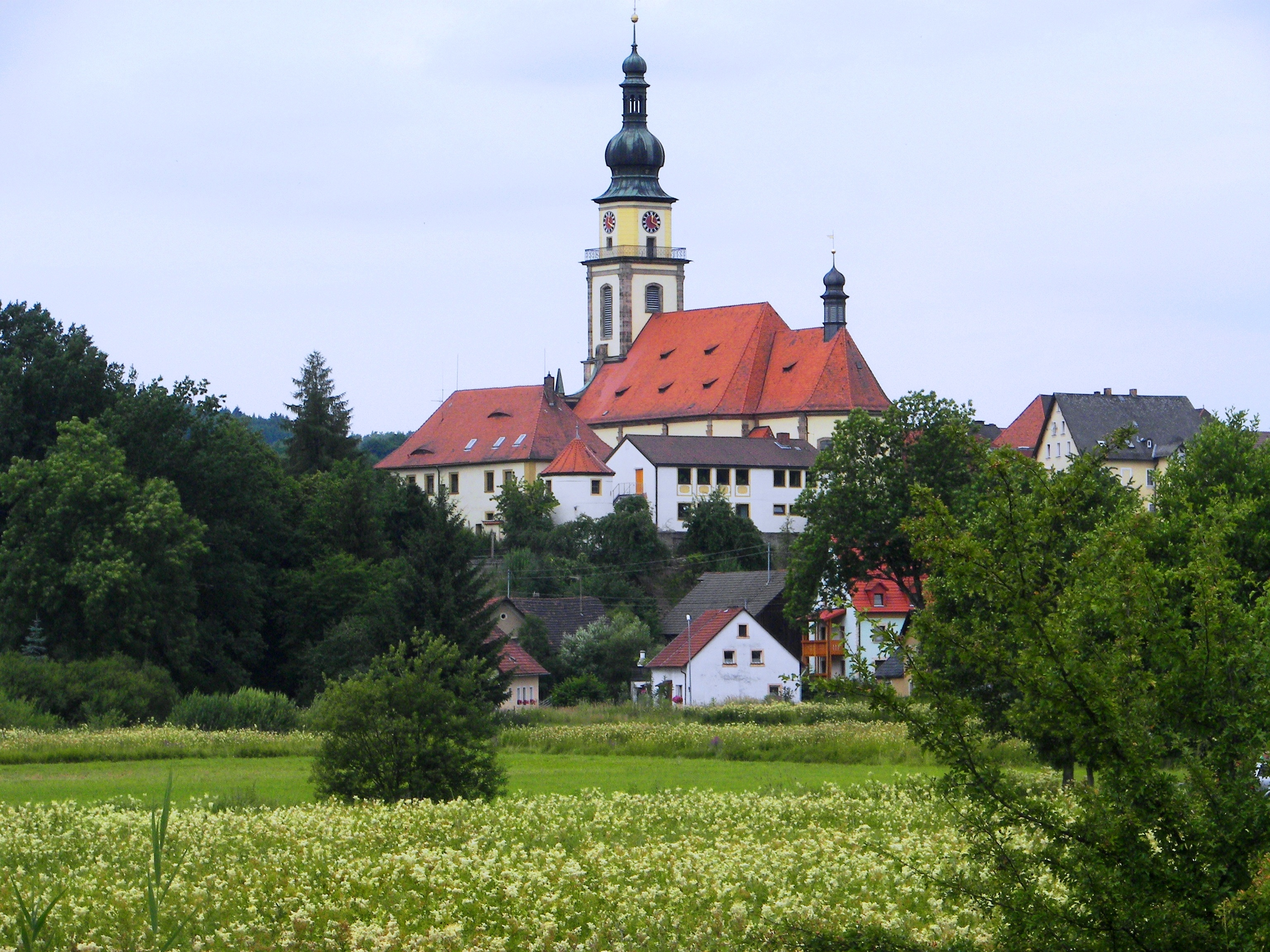
The Church of Stadtsteinach

Stadtsteinach là một đô thị thuộc huyện Kulmbach bang Bayern nước Đức

## Các khu vực dân cư
Stadtsteinach is arranged in the following boroughs:

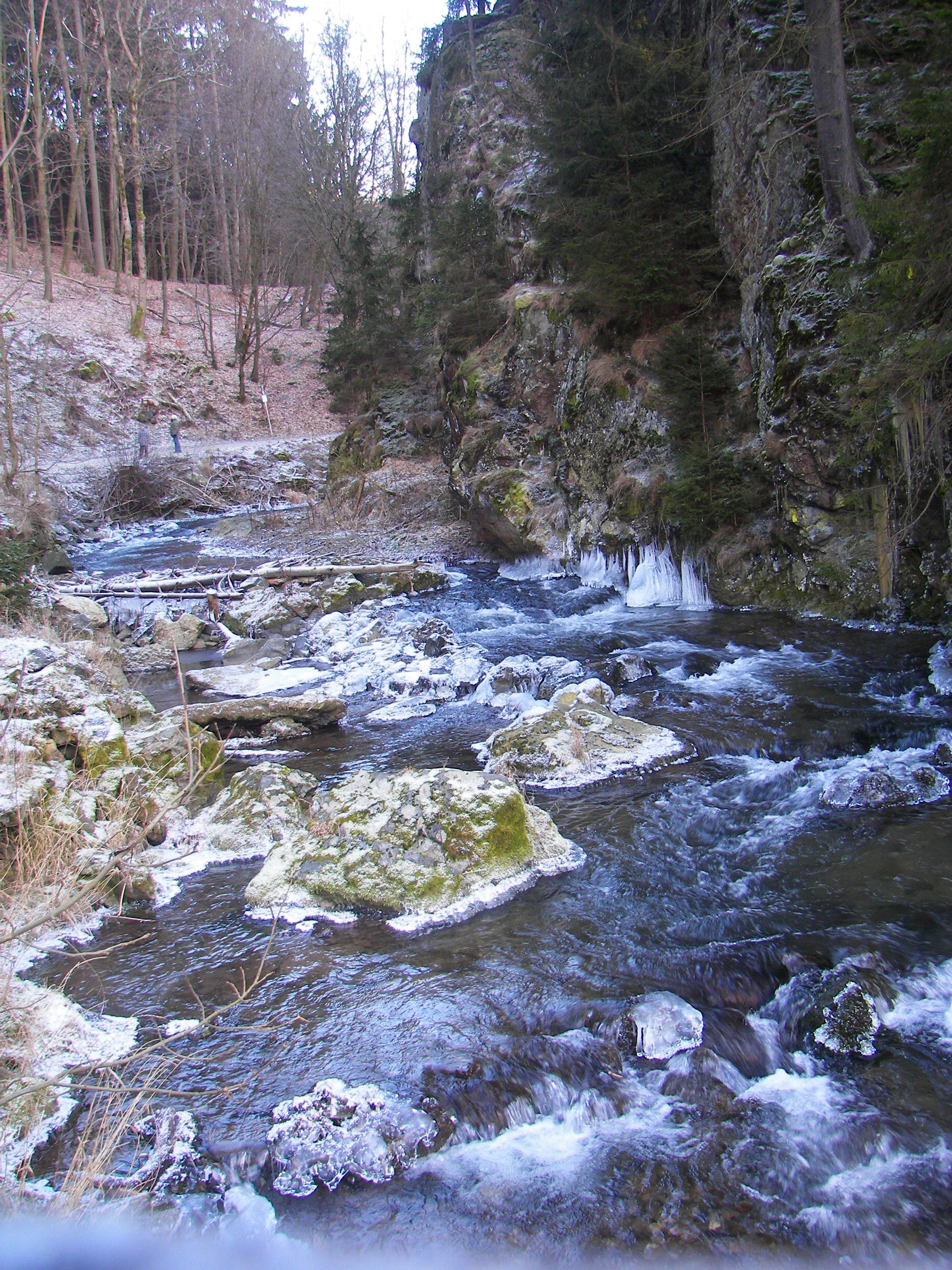
Steinachklamm in the valley of Untere Steinach river in winter

| - Stadtsteinach - Bergleshof - Große Birken - Kleine Birken - Deckenreuth - Deinhardsmühle - Eisenberg - Forkel - Frankenreuth | - Gründlein - Hammermühle - Hochofen - Höfles - Mittelhammer - Oberhammer - Oberzaubach - Osenbaum - Petschen | - Römersreuth - Schwärzleinsdorf - Schwand - Silberklippe - Triebenreuth - Unterzaubach - Vogtendorf - Vorderreuth - Ziegelhütte |